# 拉赫維奇
51°49′49″N 25°22′30″E / 51.83028°N 25.37500°E
拉赫維奇（烏克蘭語：Лахвичі），是烏克蘭的村落，位於該國西部沃倫州，由卡明-卡希尔斯基区負責管轄，始建於1795年，面積0.69平方公里，海拔高度143米，2001年人口498，人口密度每平方公里721.74人。